# Operativo Conjunto Veracruz Seguro
El Operativo Conjunto Veracruz Seguro, inició actividades el 5 de octubre de 2011, con el envío de efectivos militares y federales, incluidas fuerzas especiales, que se integran en apoyo a los policías estatales y municipales en activo para tratar de desarticular a los cárteles Golfo y Los Zetas.

## Despliegue táctico
- + 800 elementos de la SEDENA, SEMAR y PGR[2]
- 21,035 elementos en activo en la seguridad de Estado de Veracruz